# Thubœuf

Thubœuf este o comună în departamentul Mayenne, Franța. În 2009 avea o populație de 296 de locuitori.